# شالكي رايت
شالكي رايت (بالإنجليزية: Chalky Wright)‏ مواليد 1 فبراير 1912 في أريزونا، الولايات المتحدة - الوفاة 12 أغسطس 1957 في لوس أنجلوس، كان ملاكم أمريكي سابق صنّف ضمن فئة وزن الريشة.

## إحصائيات
خاض خلال مسيرته 226 نزالا، فاز في 161 وتعادل في 19 وخسر في 44. فاز بالضربة القاضية في 83 نزالا.

## روابط خارجية
- شالكي رايت على موقع بوكس ريك (الإنجليزية) (registration required)